# Jello Krahmer
Jello Krahmer ([ˈjeːlo], * 19. November 1995 in Stuttgart) ist ein deutscher Ringer. 2020 gewann er das „Thor Masters“ in Nykøbing Falster im Schwergewicht (bis 130 kg) und holte bei den Ringer-Europameisterschaften 2020 in Rom die Bronzemedaille für das Team Deutschland. 2022 und 2023 gewann er die deutsche Meisterschaft im griechisch-römischen Stil. 2025 wiederholte er den dritten Platz bei der Europameisterschaft der Ringer in Šamorín und wurde mit seinem Heimatverein ASV Schorndorf, in der Saison 2024/2025 deutscher Meister in der Ringer-Bundesliga.

## Werdegang
Jello Krahmer wurde 1995 im Stuttgarter Stadtteil Hedelfingen geboren und wuchs in Lorch im oberen Remstal im Ostalbkreis auf. Als Schüler brachte ihn seine Mutter nach Schorndorf zum Schnuppertraining ins Ringen. Zunächst war Ringen nur der zweite Sport neben dem Fußball. Das änderte sich, als ihn der ehemalige Bundesligaringer Sedat Sevsay zu trainieren begann. Krahmer begann den Sport bei seinem Heimatverein ASV Schorndorf intensiv zu betreiben und erste Erfolge stellten sich ein.
Im Frühjahr 2017, bei seiner zweiten EM-Teilnahme im ungarischen Szombathely, verpasste er noch knapp die Bronzemedaille. Bei den Weltmeisterschaften der U-23 im selben Jahr im polnischen Bydgoszcz holte er sich diese dann aber. Er wurde Zweiter bei den deutschen Meisterschaften 2019 und gewann Anfang 2020 die „Thor Masters“ in Nykøbing Falster was ihm die Nominierung für die Europameisterschaften der Ringer im selben Jahr in Rom einbrachte, wo er erstmals eine Medaille bei einem großen internationalen Wettkampf gewinnen konnte.
Nach Abschluss seines Studiums an der Hochschule Aalen ist Krahmer seit Ende 2019 Sportsoldat in der Sportfördergruppe der Bundeswehr in Bruchsal.
Durch den Sieg beim Qualifikationsturnier der Ringer in Baku, Aserbaidschan im April 2024 qualifizierte er sich für die Olympische Sommerspiele 2024 in Paris. Sein Auftaktkampf bei den Olympischen Spielen endete im Achtelfinale mit einer Niederlage gegen Meng Lingzhe, was sein Ausscheiden aus dem Turnier zur Folge hatte.

## Internationale Erfolge
| Jahr | Platz | Wettbewerb                                              | Gewichtsklasse | Ergebnisse                                                                    |  |
| ---- | ----- | ------------------------------------------------------- | -------------- | ----------------------------------------------------------------------------- |  |
| 2015 | 14.   | Junioren-EM in Istanbul                                 | bis 120 kg     | Sieger: Zviadi Pataridze (Georgien)                                           |  |
| 2015 | 7.    | Junioren-WM in Salvador da Bahia                        | bis 120 kg     | Sieger: Zviadi Pataridze (Georgien)                                           |  |
| 2016 | 7.    | „Thor Masters“ in Nykøbing Falster                      | bis 130 kg     | Sieger: Eduard Popp (Deutschland)                                             |  |
| 2016 | 8.    | Studenten-WM in Çorum                                   | bis 130 kg     | Sieger: Balint Lam (Ungarn)                                                   |  |
| 2017 | 6.    | „Thor Masters“ in Nykøbing Falster                      | bis 130 kg     | Sieger: Robert Smith (USA)                                                    |  |
| 2017 | 5.    | U23-EM in Szombathely                                   | bis 130 kg     | Sieger: Osman Yildirim (Türkei)                                               |  |
| 2017 | 3.    | U23-WM in Bydgoszcz                                     | bis 130 kg     | hinter Zviadi Pataridze (Georgien) und Sergei Semjonow (Russische Föderation) |  |
| 2018 | 5.    | „Thor Masters“ in Nykøbing Falster                      | bis 130 kg     | Sieger: Christian John (Deutschland)                                          |  |
| 2018 | 2.    | „Kristjan Palusalu Memorial“ in Tallinn                 | bis 130 kg     | Sieger: Vitali Shchur (Russische Föderation)                                  |  |
| 2018 | 8.    | U23-EM in Istanbul                                      | bis 130 kg     | Sieger: Zviadi Pataridze (Georgien)                                           |  |
| 2018 | 19.   | Großer Preis von Deutschland in Dortmund                | bis 130 kg     | Sieger: Iakob Kadschaia (Georgien)                                            |  |
| 2018 | 8.    | U23-WM in Bukarest                                      | bis 130 kg     | Sieger: Zviadi Pataridze (Georgien)                                           |  |
| 2019 | 8.    | RS Großer Preis von Ungarn in Győr                      | bis 130 kg     | Sieger: Heiki Nabi (Estland)                                                  |  |
| 2019 | 9.    | „Thor Masters“ in Nykøbing Falster                      | bis 130 kg     | Sieger: Christian John (Deutschland)                                          |  |
| 2019 | 12.   | Europaspiele 2019 in Minsk                              | bis 130 kg     | Sieger: Iakob Kadschaia (Georgien)                                            |  |
| 2019 | 7.    | Großer Preis von Deutschland in Dortmund                | bis 130 kg     | Sieger: Konsta Johannes Maeenpaeae (Finnland)                                 |  |
| 2020 | 1.    | „Thor Masters“ in Nykøbing Falster                      | bis 130 kg     | vor Hamza Bakir (Türkei) und Christian John (Deutschland)                     |  |
| 2020 | 3.    | EM in Rom                                               | bis 130 kg     | Gold: Alin Alexuc-Ciurariu (Rumänien), Silber: Levan Arabuli (Georgien)       |  |
| 2021 | 12.   | WM in Oslo                                              | bis 130 kg     | Gold: Aliakbar Hossein Yousofiahmadchali (Iran), Silber: Zurabi Gedekhauri    |  |
| 2022 | 3.    | Druskininkai Cup in Druskininkai                        | bis 130 kg     | hinter: Rafal Krajewski (Polen), Elias Kousmanen (Finnland)                   |  |
| 2022 | 16.   | WM in Belgrad                                           | bis 130 kg     | Sieger: Rıza Kayaalp (Türkei)                                                 |  |
| 2023 | 10.   | Ibrahim Moustafa Turnier in Alexandria                  | bis 130 kg     | Sieger: Abdellatif Mohamed (Ägypten)                                          |  |
| 2023 | 7.    | „Thor Masters“ in Nykøbing Falster                      | bis 130 kg     | Sieger: Mantas Knystautas (Litauen)                                           |  |
| 2023 | 3.    | LXVI Memoriał Władysława Pytlasińskiego Cup in Warschau | bis 130 kg     | Sieger: Yasmani Acosta Fernández (Chile)                                      |  |
| 2023 | 2.    | Großer Preis von Deutschland in Dortmund                | bis 130 kg     | Sieger: Yasmani Acosta Fernández (Chile)                                      |  |
| 2023 | 22.   | WM in Belgrad                                           | bis 130 kg     | Sieger: Yamin Mohammadzaman Mirzazadeh (Iran)                                 |  |
| 2024 | 19.   | RS – Zagreb Open in Zagreb                              | bis 130 kg     | Sieger: Fardin Shaban Hedayati (Iran)                                         |  |
| 2024 | 4.    | „Thor Masters“ in Nykøbing Falster                      | bis 130 kg     | Sieger: Mantas Knystautas (Litauen)                                           |  |
| 2024 | 1.    | Qualifikationsturnier Olympia 2024 in Baku              | bis 130 kg     | vor Sergey Semenov und Beka Kandelaki (Aserbaidschan)                         |  |
| 2024 | 13.   | Olympische Spiele in Paris                              | bis 130 kg     | Ergebnis Griechisch-römischer Stil im Superschwergewicht der Männer           |  |
| 2025 | 3.    | EM in Šamorín                                           | bis 130 kg     | Gold: Sergei Semjonow, Silber: Hamza Bakır                                    |  |

Quelle: 

## Deutsche Meisterschaften
| Jahr | Platz | Gewichtsklasse | Ergebnisse                                                    |
| ---- | ----- | -------------- | ------------------------------------------------------------- |
| 2015 | 5.    | 130 kg         | Sieger: Eduard Popp (VfL Neckargartach)                       |
| 2016 | 3.    | 130 kg         | Sieger: Christian John (Eisenhüttenstädter RC)                |
| 2019 | 2.    | 130 kg         | Sieger: Eduard Popp (VfL Neckargartach)                       |
| 2022 | 1.    | 130 kg         | Sieger: Jello Krahmer (vor Franz Richter, RSV Frankfurt/Oder) |
| 2023 | 1.    | 130 kg         | Sieger: Jello Krahmer (vor Franz Richter, AVG Markneukirchen) |

Quelle: 
Erläuterungen
- alle Wettbewerbe im griechisch-römischen Stil
- OS = Olympische Spiele, WM = Weltmeisterschaft, EM = Europameisterschaft